# Wijken en buurten in Wijchen
De Nederlandse gemeente Wijchen is voor statistische doeleinden onderverdeeld in wijken en buurten. De gemeente is verdeeld in de volgende statistische wijken:
- Wijk 00 Wijchen buitengebied (CBS-wijkcode:029600)
- Wijk 01 Wijchen kern (CBS-wijkcode:029601)
- Wijk 02 Bergharen (CBS-wijkcode:029602)
- Wijk 03 Batenburg (CBS-wijkcode:029603)

Een statistische wijk kan bestaan uit meerdere buurten. Onderstaande tabel geeft de buurtindeling met kentallen volgens het Centraal Bureau voor de Statistiek (2008):
| CBS-buurtcode | Buurtnaam                                      | Inwonertal | Opp. totaal (ha) | Opp. land (ha) | Ligging                |
| ------------- | ---------------------------------------------- | ---------- | ---------------- | -------------- | ---------------------- |
| BU02960000    | Alverna                                        | 1650       | 70               | 70             | Locatie in de gemeente |
| BU02960001    | Woezik                                         | 3360       | 65               | 65             | Locatie in de gemeente |
| BU02960002    | Niftrik                                        | 320        | 47               | 47             | Locatie in de gemeente |
| BU02960003    | Balgoy                                         | 480        | 78               | 78             | Locatie in de gemeente |
| BU02960004    | Verspreide huizen Woezik                       | 440        | 602              | 590            | Locatie in de gemeente |
| BU02960005    | Verspreide huizen Bullenkamp Boskant en Heivel | 460        | 524              | 502            | Locatie in de gemeente |
| BU02960006    | Verspreide huizen Valendries en Hoogbroek      | 300        | 402              | 363            | Locatie in de gemeente |
| BU02960007    | Industrieterrein Zesweg                        | 400        | 91               | 91             | Locatie in de gemeente |
| BU02960008    | Verspreide huizen Lunen en Balgoy              | 270        | 698              | 590            | Locatie in de gemeente |
| BU02960009    | Verspreide huizen tussen Wijchen en Niftrik    | 260        | 734              | 688            | Locatie in de gemeente |
| BU02960100    | Centrum en Valendries                          | 3920       | 164              | 164            | Locatie in de gemeente |
| BU02960101    | Wijchen-Noordoost                              | 4900       | 125              | 125            | Locatie in de gemeente |
| BU02960102    | Homberg, Heilige Stoel en Kraaijenberg         | 5190       | 102              | 102            | Locatie in de gemeente |
| BU02960103    | Aalsburg en Blauwe Hof                         | 2400       | 57               | 57             | Locatie in de gemeente |
| BU02960104    | Industrieterrein Nieuweweg                     | 340        | 124              | 124            | Locatie in de gemeente |
| BU02960105    | Wijchen-Zuid                                   | 7850       | 176              | 160            | Locatie in de gemeente |
| BU02960109    | Wijchen-Kerkeveld                              | 3620       | 116              | 113            | Locatie in de gemeente |
| BU02960200    | Bergharen                                      | 1420       | 80               | 80             | Locatie in de gemeente |
| BU02960201    | Buurt Bergharen                                | 350        | 276              | 276            | Locatie in de gemeente |
| BU02960202    | Hernen                                         | 620        | 40               | 40             | Locatie in de gemeente |
| BU02960203    | Leur                                           | 30         | 29               | 29             | Locatie in de gemeente |
| BU02960204    | Verspreide huizen Hernen                       | 60         | 69               | 69             | Locatie in de gemeente |
| BU02960207    | Verspreide huizen Hernense Bosch en Leur       | 160        | 239              | 234            | Locatie in de gemeente |
| BU02960208    | Verspreide huizen Hernen en Leur               | 100        | 965              | 958            | Locatie in de gemeente |
| BU02960209    | Verspreide huizen poldergebied Bergharen       | 60         | 322              | 318            | Locatie in de gemeente |
| BU02960300    | Batenburg                                      | 560        | 32               | 32             | Locatie in de gemeente |
| BU02960308    | Verspreide huizen op de Overwal                | 120        | 517              | 485            | Locatie in de gemeente |
| BU02960309    | Verspreide huizen poldergebied                 | 20         | 214              | 208            | Locatie in de gemeente |